# Beat Hotel

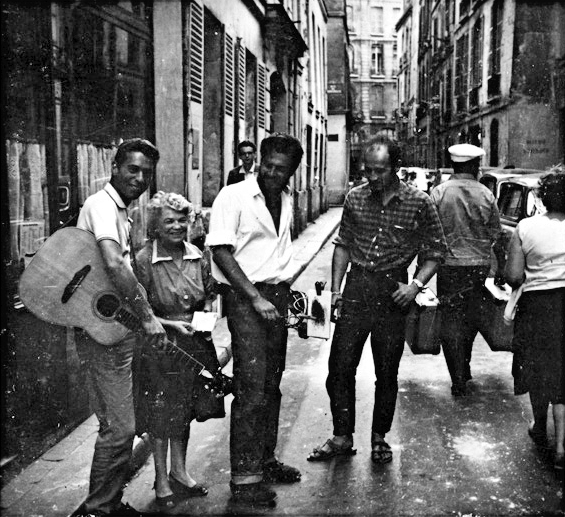
Vor dem Beat Hotel in Paris: Der britische Modedesigner Peter Golding, die Eigentümerin Madame Rachou und Peters Partner bei der Straßenmusik. Foto: Mike Kay

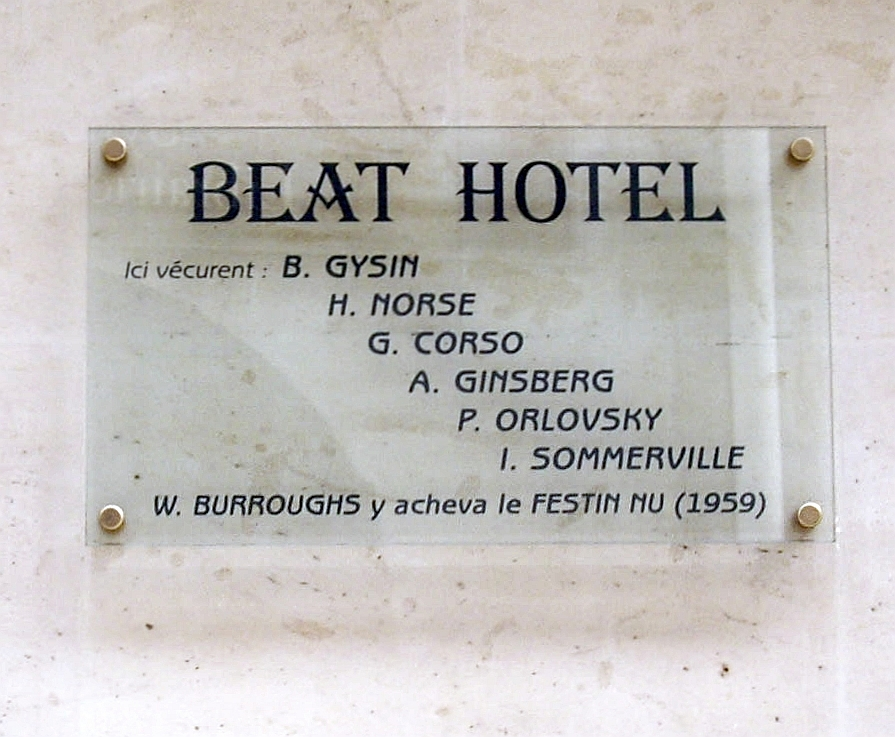
Erinnerungsplakette am Nachfolgehotel Le Relais de Vieux Paris

Das Beat Hotel war ein schmales, heruntergekommenes Hotel mit 42 Räumen in der 9 rue Gît-le-Cœur im Quartier Latin in Paris. Das Hotel spielte vom Ende der 1950er bis Anfang der 1960er Jahre eine wichtige Rolle als Treffpunkt und Unterkunft von Mitgliedern der Beat Generation.

## Geschichte
Das Hotel hatte keinen eigentlichen Namen und war eine billige und schäbige Absteige, die kaum das Minimum an Gesundheits- und Sicherheitsstandards erfüllte. Der Name Beat Hotel entstand eher als Spottname. Die Fenster waren auf den im Innenhof liegenden Treppenschacht gerichtet und boten wenig Licht. Heißes Wasser war nur donnerstags, freitags und samstags erhältlich. Die einzige Badewanne, die sich im Parterre des Etablissements befand, musste mit einem Aufpreis für heißes Wasser im Voraus bezahlt werden. Vorhänge und Überzüge wurden einmal im Frühjahr gewechselt und gewaschen, die Bettwäsche einmal im Monat.
Das Hotel wurde seit 1933 von dem Ehepaar Rachou geleitet. Nach dem frühen Tod ihres Gatten, der 1957 bei einem Verkehrsunfall starb, leitete Madame Rachou das Hotel bis zur Schließung im Jahr 1963 allein. Neben vermieteten Zimmern besaß das Hotel ein kleines Bistro im Erdgeschoss. Aufgrund der Erfahrung, die sie bei einer früheren Arbeit in einem Wirtshaus – in dem unter anderem Monet und Pissarro verkehrten – gemacht hatte, dass Künstler ihre Zeche gerne „in Naturalien“ bezahlen, ermunterte Madame Rachou Künstler und Schriftsteller in ihrem Hotel abzusteigen und die Miete in Form von Gemälden oder Manuskripten zu begleichen. Eine weitere ungewöhnliche Sache, die bei der Bohème-Kundschaft Gefallen fand, war die Erlaubnis, die Räume ganz nach eigenen Vorstellungen zu gestalten. Besonderen Zulauf fand das Hotel bei der „Großfamilie“ der Beat Generation, die sich hier vom Ende der 1950er bis zum Anfang der 1960er Jahre einquartierte.

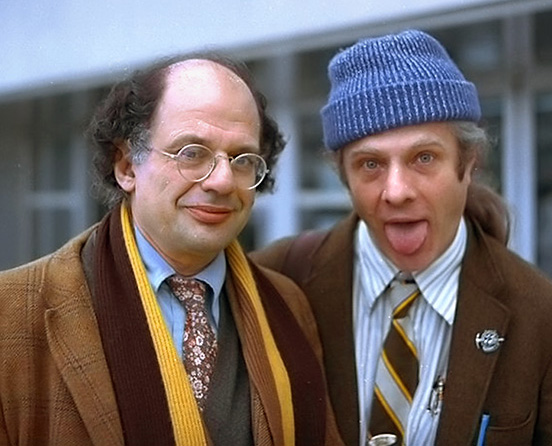
Zwei Bewohner des „Beat Hotels“: Allen Ginsberg (links) mit Freund Peter Orlovsky

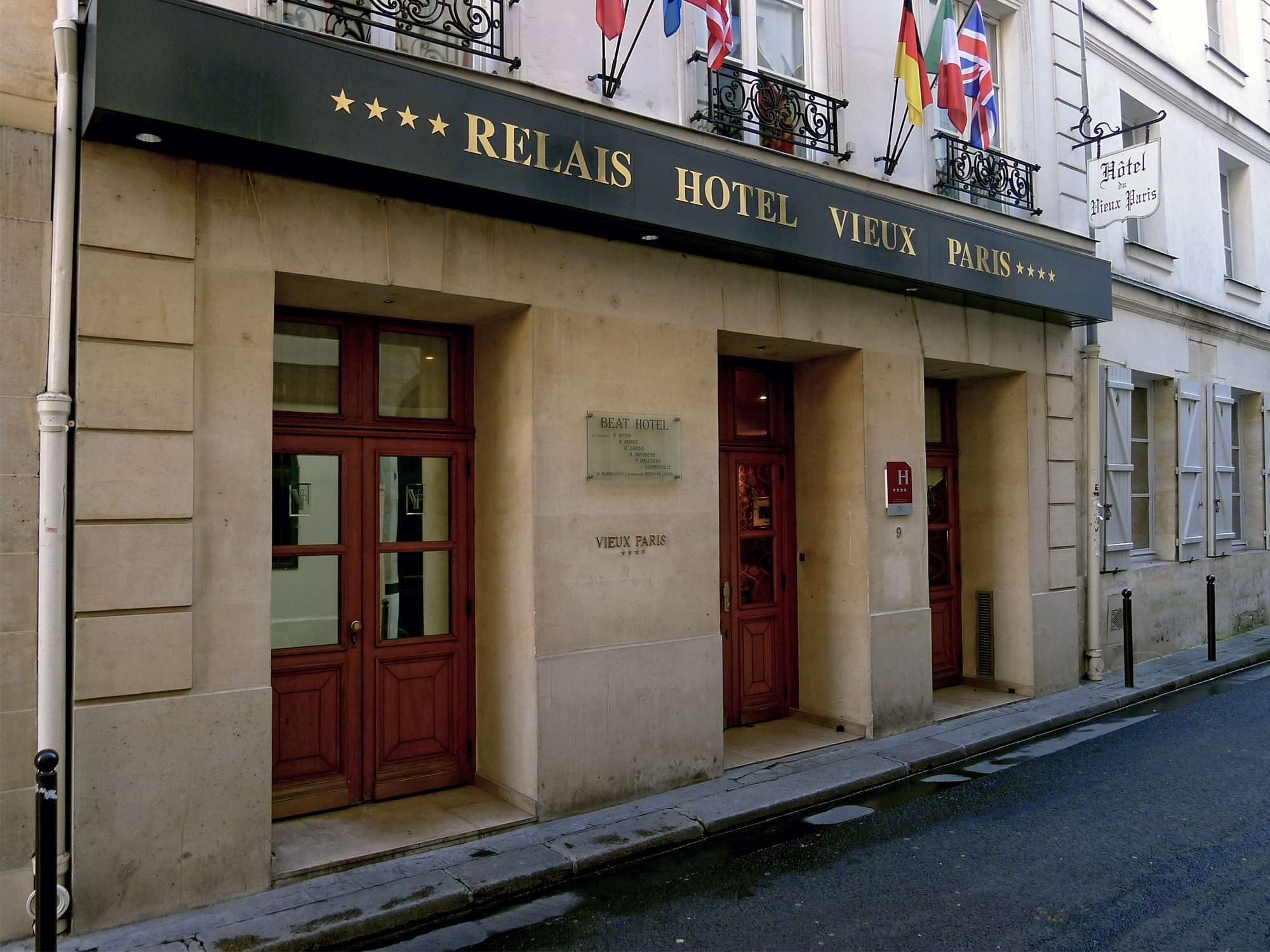
Das heutige Hotel Le Relais de Vieux Paris

Allen Ginsberg und Peter Orlovsky waren die ersten Literaten, die sich 1957 hier einquartierten, gefolgt von William S. Burroughs, der hier mit Hilfe von Brion Gysin den Text zu Naked Lunch beendet haben soll und lebenslange Freundschaft mit Gysin schloss. Gysin erfand dazu die „Cut-up-Technik“, die Burroughs in dem Werk verwendete. Im Gefolge von Burroughs und Gysin befand sich außerdem der Mathematikstudent, Bastler und Programmierer Ian Sommerville, der gemeinsam mit den beiden die „Dreamachine“ erfand und Burroughs’ rechte Hand und Geliebter in den 1960ern wurde. Des Weiteren folgten Sinclair Beiles, Gregory Corso, Jack Kerouac und Harold Norse. Norse schrieb hier 1960 den Roman Beat Hotel, in dem er ebenfalls Gysins Cut-up-Technik verwendete. Ginsberg verfasste im Beat Hotel große Teile seines Gedichtes Kaddish (1958) und Corso schrieb die Verse zu seinem Gedicht Bomb, das sich mit der Atombombe auseinandersetzt.
Das Beat Hotel schloss im Januar 1963. An seiner Stelle befindet sich heute ein ungleich komfortableres Vier-Sterne-Hotel mit dem Namen Le Relais de Vieux Paris. In den Räumen befinden sich zahlreiche Fotografien der Beatniks. Als Pariser Lokalkolorit und Touristenattraktion wird das Hotel gern als „Wiege der Beat-Generation“ bezeichnet.
Romain Gary macht sich in seinem autobiografischen Roman Erste Liebe – letzte Liebe über die Beatniks der Rue Gît-le-Cœur lustig:

„Ich war jung, jünger noch, als ich glaubte. Meine Naivität aber war alt und blasiert. Sie war ewig: Ich begegnete ihr in jeder neuen Generation, von den ‚Ratten‘ des Jahres 1947 in Saint-Germain-des-Prés bis zur kalifornischen Beat Generation, mit der ich gelegentlich verkehre, um zu meiner Unterhaltung […] die Grimassen meiner 20 Jahre wiederzufinden.“

## Musik
Der britische Singer/Songwriter Allan Tylor besingt das Beat Hotel im gleichnamigen Lied, welches u. a. auf der Compilation Closer to the Music, Volume 1 von Stockfisch Records 2003 veröffentlicht wurde.